# Nala (rey)
Nala es un personaje del libro Vana Parva del Mahabharata. Era el rey del Reino de Nishadha y el hijo de Veerasena. Nala era Conocido por su habilidad con los caballos y su experiencia culinaria, se casó con la princesa Damayanti, del reino de Vidarbha. Fue bendecido por la diosa Kali. También era un gran cocinero y escribió el primer libro de cocina, Pakadarpanam (en inglés). Se dice que era capaz de cocinar una comida completa sin encender fuego. 

## Historia
La historia de Nala se cuenta en el Vana Parva del Mahabharata y fue adaptada en varias versiones. Según el texto del siglo XII Nishadha Charita, uno de los cinco mahakavyas (grandes poemas épicos) del canon de la literatura sánscrita,: 136  escrito por Sriharsha, Nala, rey de Nishadha, encontró un hermoso cisne en un bosque. El cisne le contó sobre Damayanti. Nala, impresionado, le dijo al cisne que fuera a Damayanti y le contara sobre él. Más tarde, fue elegido por [[Damayanti] ]] como su esposo en el swayamvara, una función en la que la novia elige a su esposo entre los invitados, con preferencia incluso a los dioses que vinieron a casarse con ella.
Todos los dioses abandonaron el lugar alabando las cualidades de Nala y la bendición de la pareja. Pero cuando Kali Purush escuchó todo de los dioses que regresaban, enfurecido, juró condenar la vida de Damayanti, ya que ella había elegido a un mortal y los había ignorado. Juró desviar a Nala del camino de la Dharma (el camino de la rectitud y la virtud) y separar a Nala y Damayanti. Tal era la pureza de Nala que Kali tardó doce años en encontrar un pequeño defecto en él y hechizar su alma. Kali obtuvo acceso a Nala a través de sus piernas después de que olvidó lavarse los tobillos antes de la puja. Después de ser influenciado por el mal, Nala jugó un juego de dados con su hermano Pushkara y apostó su riqueza y el reino para él. Antes de partir, Damayanti envió a sus hijos al reino de su padre con un auriga. Pushkara amenazó con que cualquier ciudadano que mostrara simpatía por ellos sufriría la pena de ser obligado a vivir en la jungla. Mientras Damayanti dormía, Nala, bajo la influencia de Kali, la abandonó y se fue.
En la jungla, salvó a Karkotaka Naga (la persona serpiente) de un incendio. El Karkotaka Naga usó veneno para transformar a Nala en Un enano feo llamado Bahuka le aconsejó que sirviera al rey Rituparna de Ayodhya. También le dio a Nala una prenda mágica que lo devolvería a su forma original. Nala fue a ver al rey Rituparna y le sirvió como auriga y cocinero. Damayanti, al encontrar que su señor no estaba allí, lloró y siguió adelante en su búsqueda. En su viaje, se enfrentó a la serpiente, Nishada, conoció a ascetas que la consolaron, conoció a viajeros mercaderes, conoció a su tía, la reina Bhanumati de Chedi, y en La última vez que logró llegar al reino de su padre, declaró una recompensa para quien encontrara el escondite de su esposo. Uno de sus exploradores regresó y le contó acerca de un auriga llamado Bahuka en un reino lejano.
Damayanti envió un acertijo a Rituparna para confirmar la presencia de Nala. Al enterarse de que Damayanti se iba a casar con otro marido, Bahuka tomó a Rituparna y condujo el carro rápidamente. Partió hacia Vidarbha desde Ayodhya. Durante el viaje, Kali salió de su cuerpo y pidió perdón por miedo a ser maldecida. Nala lo perdonó y en pocas horas llegó al reino de Bhima. Con la ayuda de su sirviente, Damayanti encontró a ese auriga llamado Bahuka, que seguramente era su Nala, lo llamó a su apartamento. Ambos se reconocieron y Nala tomó su original.